# 折り返し雑音
折り返し雑音（、英: folding noise）またはエイリアシング（英: aliasing）とは、統計学や信号処理やコンピュータグラフィックスなどの分野において、異なる連続信号が標本化によって区別できなくなることをいう。エイリアスは、この文脈では「偽信号」と訳される。信号が標本化され再生されたとき、元の信号とエイリアスとが重なって生じる歪みのことを折り返しひずみという。折り返しひずみのことをエイリアシングまたは折り返し雑音ということもある。

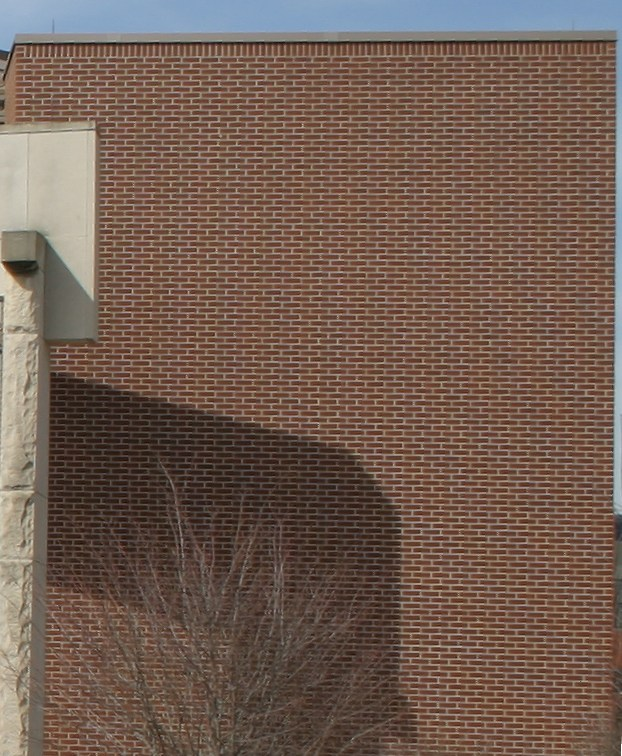
正しく標本化されたレンガの壁の画像

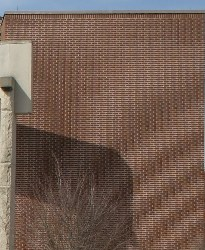
空間折り返しひずみ（モアレ）が生じている例

デジタル写真を見たとき、ディスプレイやプリンタ機器、あるいは我々の眼や脳で再生（補間）が行われている。再生された画像が本来の画像と違っている場合、そこには折り返しひずみが生じている。空間折り返しひずみの例として、レンガの壁をピクセル数の少ない画像にしたときに生じるモアレがある。このようなピクセル化に際しての問題を防ぐ技法をアンチエイリアスと呼ぶ。
ストロボ効果（時間折り返し雑音）は、ビデオや音響信号の標本化での重大な問題である。例えば、音楽には高周波成分が含まれていることがあるが、人間の耳には聞こえない。それを低すぎるサンプリング周波数で標本化し、デジタル-アナログ変換回路を通して音楽を再生した場合、高周波がアンダーサンプリングされて低周波の折り返し雑音になったものが聞こえることがある。従って、標本化の前にフィルタ回路を使って高周波成分を取り除くのが一般的である。
（必要に応じて）低周波成分を排除したときにも似たような状況が発生し、高周波成分が意図的にアンダーサンプリングされて低周波として再生される。デジタルチャネライザには、計算を効率化するためにこのような折り返し雑音を利用するものもある。低周波成分を全く含まない信号は、バンドパスあるいは非ベースバンドと呼ばれる。
ビデオや映画撮影では、フレームレートが有限であるためにストロボ効果が生じ、例えば車輪のスポークがゆっくり回転しているように見えたり、逆回転しているように見える。すなわち、折り返し雑音が回転の周波数を変えているのである。逆回転は負の周波数で説明できる。
ビデオカメラも含めて、標本化は一般に周期的に行われ、サンプリング周波数と呼ばれる性質が（時間的または空間的に）存在する。デジタルカメラでは、画面の単位長当たりの標本（ピクセル）数が存在する。音響信号はアナログ-デジタル変換回路でデジタイズされ、毎秒一定数の標本を生成する。特に標本化対象となっている信号自体に周期性があるとき、折り返し雑音の影響が強く生じることが多い。

## 標本化正弦曲線関数
正弦曲線は重要な周期関数の一種であり、信号は異なる周波数と振幅の正弦曲線、余弦曲線の総和で表すことができる。このように、信号を正弦曲線、余弦曲線の無限和で表すことをフーリエ級数と言い、信号から有限個の標本点を取り、その標本点において元の信号と一致するように正弦曲線、余弦曲線の有限和で表すことを離散フーリエ変換（逆離散フーリエ変換）という。正弦曲線での折り返し雑音を理解することで、その総和での折り返し雑音が理解しやすくなる。

2つの正弦曲線が標本化によって全く同じ標本列を生成する

右図では標本化の間隔が 1.0 で、異なる2つの正弦曲線が同じ標本を生成する様子を描いている。この場合のサンプリング周波数を {\displaystyle f_{s}\,} = 1.0 であるとする。例えば、その間隔が 1 秒なら、毎秒 1 回の標本を採ることになる。灰色の正弦曲線の 19 サイクルが、赤の正弦曲線の 1 サイクルに相当し、その間のインターバルは 20 である。それぞれの正弦曲線の周波数は {\displaystyle f_{\mathrm {grey} }\,} = 0.95 と {\displaystyle f_{\mathrm {red} }\,} = 0.05 となる。
一般に周波数 {\displaystyle f\,} の正弦曲線を周波数 {\displaystyle f_{s}\,} で標本化したとき、標本点は{\displaystyle t_{n}=n/f_{s}}であるが、周波数 {\displaystyle f\,} の正弦曲線が周波数{\displaystyle g\,}の正弦曲線と標本点で一致する（区別できない）のであれば、次のようになる。
{\displaystyle \sin(2\pi ft_{n})=\sin(2\pi gt_{n})}
{\displaystyle \sin(2\pi fn/f_{s})=\sin(2\pi gn/f_{s})}
{\displaystyle 2\pi nf/f_{s}=2\pi ng/f_{s}+2\pi A_{n}}ただし、{\displaystyle A_{n}}は整数の数列
{\displaystyle A_{n}=n(f-g)/f_{s}}
これが任意の整数{\displaystyle n}について成り立つためには、{\displaystyle n=1}の場合を考えると{\displaystyle A_{1}=(f-g)/f_{s}}が整数であることが必要であり、代入すれば{\displaystyle A_{n}=nA_{1}}であれば任意の整数{\displaystyle n}について成立する。このため、{\displaystyle N=A_{1}}と置けば、次の場合、標本点上では周波数{\displaystyle f\,}と{\displaystyle g\,}の正弦曲線は一致する。
{\displaystyle g=f-Nf_{s}}ただし{\displaystyle N}は任意の整数
{\displaystyle g<0}となる場合、「マイナスの周波数と標本点上で一致した」と考えることもできるが、{\displaystyle \sin(2\pi ft_{n})=\sin(2\pi gt_{n})=-\sin(2\pi |g|t_{n})}であるので、「周波数{\displaystyle |g|}と振幅逆向きで標本点上で一致した」と考える事もできる。振幅逆向きでの一致も含める場合、上記の条件は次のようになる。
{\displaystyle g=|f-Nf_{s}|}ただし{\displaystyle N}は任意の整数
標本点では周波数が {\displaystyle f_{\mathrm {image} }(N)=|f-Nf_{s}|\,} となる他の正弦曲線の標本と区別できない（{\displaystyle N\,} は任意の整数であり、{\displaystyle f_{\mathrm {image} }(0)=f\,} は実際の信号周波数）。多くの再生技法ではこれらのうち最小の周波数を生成するので、{\displaystyle f_{\mathrm {image} }(0)\,} が唯一の最小であることがしばしば重要となる。そのための十分条件は {\displaystyle f_{s}/2>f\,} であり、{\displaystyle f_{s}/2\,} を一般にナイキスト周波数と呼ぶ。
ここでの例では、元の信号が赤の正弦曲線ならナイキストの条件を満たしている（{\displaystyle f=f_{\mathrm {red} }\,}）。しかし {\displaystyle f=f_{\mathrm {grey} }\,} なら、最小イメージ周波数は次のようになる。
{\displaystyle f_{\mathrm {image} }(1)=|0.95-1.0|=0.05=f_{\mathrm {red} }\,}
- 考えられる最小の周波数を標本群から構築する再生技法では、灰色の正弦曲線ではなく赤の正弦曲線が生成される。
- イメージ周波数として {\displaystyle -0.05\,} もありうるが、{\displaystyle -f\,} の周波数の正弦曲線と {\displaystyle f\,} の周波数の正弦曲線を区別する方法はない。従って、全ての偽信号は単に正の周波数を使って表される。

### サンプリング周波数
{\displaystyle f_{s}/2>f\,} という条件が元の信号の最高周波数成分に適合しているとき、全ての周波数成分が条件に適合する。これを標本化定理と呼ぶ。この状態は元の信号の高周波成分をフィルタ回路で減衰させることで近似的に達成される。低周波エイリアスは依然として存在するが、振幅が非常に小さいので問題とはならない。このような目的で使われるフィルタを「アンチエイリアシング・フィルタ」と呼ぶ。フィルタを通した信号は、適当な内挿法（ホイタッカー・シャノンの補間公式など）を使って、大きな歪みなしで再生できる。
ナイキストの基準では、標本化される信号の周波数成分が上限を持つことを前提としている。その前提には暗に持続期間の上限がないことが示されている。同様にホイタッカー・シャノンの補間公式は、現実には不可能な周波数応答の補間フィルターと瞬時の標本化を前提としている。これらの前提は理想的な近似でしかない数学モデルであり、現実には存在しない。したがって、そのような完璧な再生は数学的なモデルとしては可能だが、実際の信号の標本化にあたっては近似的にしかなしえない。

### 複素信号表現
複素信号とは、その標本が複素数で表される信号であり、負の周波数の概念を必要とする。この場合、エイリアスの周波数は {\displaystyle f_{\mathrm {image} }(N)=f-Nf_{s}\,} で与えられる。従って {\displaystyle f\,} が {\displaystyle f_{s}/2\,} から {\displaystyle f_{s}\,} へと増加するにしたがって、0 に最も近いイメージ周波数は {\displaystyle -f_{s}/2\,} から 0 へと近づく。

### 折り返し
実数値の正弦曲線は、複素信号の場合と同様に負の周波数のエイリアスを持つ。{\displaystyle |f-Nf_{s}|\,} のように絶対値をとることが可能なのは、常に正の周波数にも同じ正弦曲線が存在するためである。従って {\displaystyle f\,} が {\displaystyle f_{s}/2\,} から {\displaystyle f_{s}\,} に増加するにしたがって、イメージは  {\displaystyle f_{s}/2\,} から 0 へと移動する。これにより、周波数 {\displaystyle f_{s}/2\,} について局所的対称性が形成される。例えば、{\displaystyle 0.6f_{s}\,} の周波数成分は {\displaystyle 0.4f_{s}\,} の位置に鏡像イメージを持つ。この現象を一般に折り返しと呼ぶ。そこで、ナイキスト周波数 {\displaystyle f_{s}/2\,} を折り返し周波数とも呼ぶ。

## 歴史的用法
歴史的には、「エイリアス」という用語はスーパーヘテロダイン方式という無線技術で使われていた。技術的詳細はスーパーヘテロダイン受信機#イメージ周波数を参照。スーパーヘテロダイン方式では、受信した目的の信号を、局部発振器の信号と混合器で混合し（ヘテロダイン）、そこから、それぞれの差の周波数である中間周波数の信号を得る。このとき中間周波数の信号には、目的としない信号に由来する信号が混じる。「目的の信号」と「局部発信器」と「目的としない信号」の周波数の関係は、標本化における「原信号」と「サンプリング周波数」と「偽信号」の関係と同じである。この「目的としない信号」を、必要な信号の「虚像」または「エイリアス」と呼んだ。

## さらなる例

### オンラインでの例
折り返し雑音が音質に与える影響を以下の音声デモで示す。6種類ののこぎり波が順に再生される。最初の2つは基本周波数が 440 Hz (A4)、次の2つは 880 Hz (A5)、最後の2つは 1760 Hz (A6) である。のこぎり波は帯域が制限されたもの（折り返し雑音が発生しない）と折り返し雑音が発生しているものが順に再生される。サンプリング周波数は 22.05 kHz。帯域制限されたのこぎり波は、のこぎり波をフーリエ級数から合成するとき、ナイキスト周波数以上の成分を加えないようにすることで合成できる。
折り返し雑音による歪みは基本周波数が高いほど明らかであり、帯域制限されたのこぎり波では 1760 Hz でもクリアに聞こえるが、折り返し雑音のあるのこぎり波は基本周波数より低い雑音が強く生じている。なお、この音声ファイルは Ogg Vorbis コーデックで符号化されており、そのために音質も多少劣化している。

### 方向探知
空間折り返しひずみは、アンテナアレイやマイクロフォンアレイを使って（電波や音声の）信号の方向を見積もるときにも発生する。これは例えば地震波による物理探査のようなものである。信号の波長毎に2箇所以上標本が得られないと、その方向は曖昧となる。